# Eukoenenia bonadonai
Eukoenenia bonadonai är en spindeldjursart som beskrevs av Bruno Condé 1979. Eukoenenia bonadonai ingår i släktet Eukoenenia och familjen Eukoeneniidae. Inga underarter finns listade i Catalogue of Life.